# Domingos Gonçalves
Domingos André Maciel Gonçalves, conegut com a Domingos Gonçalves, (Barcelos, 13 de febrer de 1989) és un ciclista portuguès, professional des del 2012 i actualment a l'equip Rádio Popular-Boavista. Del seu palmarès destaca el Campionat nacional en contrarellotge de 2017.
El seu germà bessó José també es dedica al ciclisme.

## Palmarès
- 2013
  - Vencedor d'una etapa a la Volta a Portugal del Futur
- 2017
  -  Campió de Portugal en contrarellotge
- 2018
  -  Campionat de Portugal de ciclisme en ruta
  -  Campió de Portugal en contrarellotge
  - Vencedor d'una etapa a la Volta a Portugal

### Resultats a la Volta a Espanya
- 2019. No surt (14a etapa)